# A Dangerous Meeting
A Dangerous Meeting је компилација песама хеви метал бендаова Кинг Дајмонд и Мерсифул Фејт издата 1992. године.

## Листа песама
1. „Doomed by the Living Dead“ – 5:08
2. „A Corpse without Soul“ – 6:56
3. „Evil“ – 4:45
4. „Curse of the Pharaohs“ – 3:58
5. „A Dangerous Meeting“ – 5:11
6. „Gypsy“ – 3:08
7. „Come to the Sabbath“ – 5:18
8. „The Candle“ – 6:42
9. „Charon“ – 4:17
10. „Halloween“ – 4:14
11. „No Presents for Christmas“ – 4:21
12. „Arrival“ – 5:28
13. „Abigail“ – 4:51
14. „Welcome Home“ – 4:37
15. „Sleepless Nights“ – 5:04
16. „Eye of the Witch“ – 3:49

## Састав бенда
- Кинг Дајмонд